# ステハリ

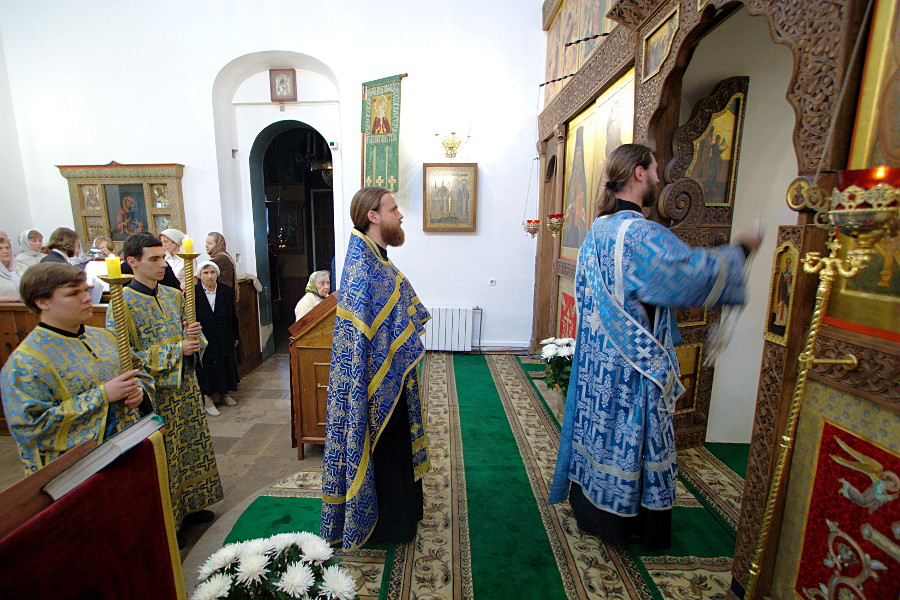
晩課の聖入の場面。イコノスタシスの王門前にて。右に輔祭、中央に司祭、左（司祭後方）に堂役が二人、写っている。堂役はステハリを着用しているが、輔祭もステハリを着用し、その上からオラリ（大帯）を掛けている（2009年）。

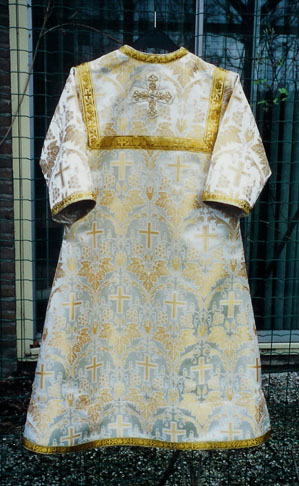
ステハリ

ステハリ（ギリシア語: στιχάριον, ロシア語: стихарь, 英語: sticharion, stichar）とは、正教会の奉神礼で教衆（教役者）が着用する祭服の一つ。各種祈祷書等において漢字では祭衣とも表記されるが、この漢字表記は会話では教会内でもあまり使われない。
ステハリは、至聖所に務める教衆が最初に身に着ける祭服である。輔祭、堂役、誦経者といった教衆に着用されるステハリは外部に露出しているため着用の有無が分りやすいが、主教も司祭も、完装する際には諸々の祭服の下に薄地のステハリ（これは祭袍下着ともいう）を着用している。
教衆は、自分で自分を潔めるのみならず、神の恩寵を受けて潔められてはじめて聖務につくことが出来ること、教衆が神の意志に同意し、天使の役目についていることなどを表している。
会衆に対しては、聖神゜（聖霊）の見えない働きの実在を知らしめ、着る人に対しては、奉事に携わるに当たって特別な神恩と守護が与えられていることを自覚させる働きがあり、さらに洗礼着を想起させる働きもある。
ステハリの色は、初期には教衆の潔白を表すために白色・銀色であったが、奉神礼の年間奉事が整備されていくに従って、それぞれの祭（まつり）・斎（ものいみ）に適した色分けが整備されていった。